# Војислав Кецмановић
Војислав Кецмановић Ђедо (Читлук код Приједора, 1881 — Сарајево, 26. децембар 1961) био је лекар, учесник Балканских ратова и Народноослободилачке борбе и председник Земаљског антифашистичког вијећа народног ослобођења Босне и Херцеговине (ЗАВНОБиХ).

## Биографија
Рођен је 1881. године у Читлуку код Приједора. Отац му је био свештеник. Као ђак, Војислав се  образовао код народног трибуна, хуманиста и социјалиста Васе Пелагића. Гимназију је похађао у Сарајеву, Рељеву и Сремским Карловцима. Студирао је медицину од 1905. до 1911. године у Прагу где је и дипломирао. У Прагу се упознао са револуционарним политичким идејама Томаша Масарика и остао им привржен током читавог живота. Као лекар радио је у Тузли, одакле је за време Балканског рата прешао у Србију и учествовао у њему као добровољац. 
После рата вратио се у Тузлу, а затим живео у Сарајеву, где се укључио у револуционарни раднички покрет. Током учешћа у Првом светском рату, због свог бунта против Аустро-Угарске био је осуђен неко време на робију. У бањалучком велеиздајничком процесу осуђен је на пет година робије, коју је издржавао у Бањој Луци и Зеници.
Године 1918. преселио се с породицом у Семберију и био лекар у Бијељини. Био је председник културно-просветног друштва, један од оснивача читаонице „Филип Вишњић“ и истакнути културни радник у граду. На иницијативу КПЈ, 1938. године појавио се на изборима као кандидат Самосталне демократске странке.
Одмах од почетка оружаног устанка 1941. године, прихватио је платформу КПЈ о народноослободилачкој борби и активно подржавао НОП.
Укључивши се у Народноослободилачку борбу, пребацио се јуна 1943. године на ослобођену територију. Исте године био је изабран за члана Антифашистичког већа народног ослобођења Југославије и за председника Земаљског антифашистичког вијећа народног ослобођења Босне и Херцеговине на Првом заседању у Мркоњић Граду 25. новембра.
Од 26. априла 1945. до новембра 1946. године био је председник Предесдништва Народне скупштине Босне и Херцеговине.
Умро је 26. децембра 1961. у Сарајеву, где је и сахрањен на Партизанском гробљу.
Сарајевско „Ослобођење” издало је његову књигу “Забиљешке из ратних дана” 1980. године.
Његов брат био је Душан Кецмановић (1876—1942) православни свештеник и политичар.

## Галерија
- На народном збору
- Споменик у Бијељини